# Autoba nebulifera
Autoba nebulifera là một loài bướm đêm trong họ Erebidae.